# Natalie Glebova
Natalie Glebova (ros. Наталья Владимировна Глебова Natalja Władimirowna Glebowa; ur. 11 listopada 1981 w Tuapse w Rosji) – kanadyjska modelka, zdobywczyni tytułu Miss Universe w 2005 roku.

## Życiorys
Natalie Glebova urodziła się w Tuapse w Rosji. Jako dziewczynka zajmowała się gimnastyką i uczyła się grać na pianinie. Zanim zdobyła tytuł Miss Universe, pracowała w Ryerson University.
W 2004 roku Natalie wystartowała w konkursie Miss Universe Canada, w którym zwyciężyła Venessa Fisher, a Glebowa była trzecia. Natalie wygrała w tym samym konkursie w 2005 roku.
Kilka miesięcy później została wydelegowana na wybory Miss Universe odbywające się w Bangkoku, stolicy Tajlandii. W finale wygrała, wyprzedzając m.in. delegatki z Portoryko, Meksyku i Wenezueli. Została ukoronowana przez Jennifer Hawkins z Australii, Miss Universe 2004. Jest drugą Kanadyjką która wygrała w tym konkursie.
23 lipca 2006 Natalie przekazała koronę Zuleyce Riverze z Portoryko.
W lutym 2007 wydano jej książkę, Healthy Happy Beautiful.

## Życie prywatne
W maju 2006 rozstała się z golfistą Vijayem Singhiem i związała się z tenisistą Paradornem Srichaphanem. Ożenili się w 2007, w Bangkoku, lecz ich związek zakończył się w 2011 roku. 